# Humboldt River Ranch
Humboldt River Ranch è un census-designated place (CDP) degli Stati Uniti d'America, situato nello stato del Nevada, nella contea di Pershing.